# Cratere Rydberg
Rydberg è un cratere lunare di 48,03 km situato nella parte sud-orientale della faccia nascosta della Luna.